# Heteropoda javana
Heteropoda javana là một loài nhện trong họ Sparassidae.
Loài này thuộc chi Heteropoda. Heteropoda javana được Eugène Simon miêu tả năm 1880.